# Bartiébougou
Bartiébougou è un dipartimento del Burkina Faso classificato come comune, situato nella provincia di Komandjoari, facente parte della Regione dell'Est.
Il dipartimento si compone del capoluogo e di altri 11 villaggi: Bartiébougou-Peulh, Bontégou, Bossongri, Gourel-Niébé, Haaba, Kienkièga, Paagou, Paagou-Peulh, Penkatougou, Tambiga e Tambissonguima.